# Антитетон
Антите́тон (дав.-гр. ἀντίθετον «протиставлювання» від ἀντί- «проти» + τιθέναι «розміщувати, розташовувати») — стилістична фігура, яка протиставляє дві думки, не утворюючи уявне протиріччя, на відміну від антитези. Антитетон протиставляє у порівнянні один до одного два предмети, які подібні лише за деякими ознаками та розбігаються за рештою. Антитетон відрізняється від антитези тим, що він поєднує формально не однаково протилежні чи контрастуючі думки, а навпаки такі, в яких виявляються разом неоднаковість і подібність.

Наприклад: 
Це один маленький крок для людини, один велетенський стрибок для людства.
Оригінальний текст (англ.)
That's one small step for [a] man, one giant leap for mankind— Ніл Армстронґ

Для порівняння — типова антитеза:
Живі — у домовині. Мертві — ні, 
 хоча тюремним муром всіх притисло.— Василь Стус

## Види
Ф. Прокопович розрізняє три види антитетону:
Антитетон буває тоді, коли зіставляються протилежні речі або особи. Різні є спроби цього протиставлення, по-перше, якщо з протилежних сторін ставляться протиставні речі або особи, то так звичайно виникає синтаксичне зміщення: «Один із них був щедрий давати, а інший — спритний брати, того всі розшукували, а цього уникали, щоб не потрапити йому на очі. Бо совістливість того була для всіх приємною, а безсоромність цього, мила йому самому, не подобалася».

По-друге. Коли ми кажемо, що з однієї речі виникає і неначе народжується інша, їй протилежна. Так, ми, звичайно, говоримо про Христа: «Понизив себе, щоб нас піднести; наразив себе на небезпеку, щоб взяти нас під захист; був зв’язаний, щоб нас визволити; був шм.атований, щоб нас оновити; проливав кров, щоб нас вилікувати; висів на хресті, Щоб усунути найлютішу тиранію, що нас пригнічувала. Нарешті бажав смерті, щоб приготовити для нас вічне життя в отця свого».

По-третє, подаються гарні протилежності за допомогою переміни. Так, про страсті Христа церква співає: «Віддаєш мені, народе мій, за манну — жовч, за воду — оцет».

## Суперечливість визначення
За Г. Говардом, антитеза є граматичною формою антитетону. Антитетон оперує контрастуючими думками чи доказами в аргументі, антитеза оперує контрастуючими словами чи ідеями в межах фрази, речення або абзацу.
На відміну від більшості стилістичних фігур, поняття антитетон визначається суперечливо і може мати різноманітні значення у різних авторів, наприклад, Фос вважав, що в антитетоні протиставляються іменники та дієслова, а в антитезі лише епітети.

Синонім антитези

Поняття антитетон дуже часто вживають як синонім антитези, або взагалі перекладають із грецької та латинської словом антитезис чи антитеза, при цьому навіть якщо поняття антитетон та антитеза розрізнюються, утворений від слова антитетон прикметник антитетичний завжди має значення ‘антитезовий, антитезний’.

Синонім синерези

Ф. Прокопович зазначав, що «антитетон — це інша назва синерези», зараз поняття синереза використовується лише у поетичному значенні — термін античної метрики, що позначає злиття двох голосних в один склад, сучасне значення — опускання однієї з голосних відповідно до вимог ритму та метроструктури: «Вдарив революцьонер — / Захитався світ!» (П. Тичина).

Синонім оксюморона

Іноді антитетон визначають як «поєднання протилежностей в єдине поняття, оксюморон».

## Близькі поняття
Антитетон належить до фігур контрасту — стилістичних фігур, в основі яких лежить протиставлення понять, контекстом зіставлення яких підкреслюється смисловий контраст. Найвживанішими та найбільш дослідженими фігурами контрасту є антитеза та оксюморон, менш вживані — акротеза, амфітеза, діатеза.
Антитетон не слід плутати з термінами-паронімами — антитезою та антитезисом.

## Приклади
«Ви чули, що було стародавнім наказане: Не вбивай, а хто вб'є, підпадає він судові.
А Я вам кажу, що кожен, хто гнівається на брата свого, підпадає вже судові».
Не вихваляти Цезаря прийшов я,
 А погребати.— Шекспір В. «Юлій Цезар» (акт III, сцена 2)

Я стою перед вами не як пророк, а як твій смиренний слуга, народе.— Нельсон Мандела

Це був найкращий час, це був час найгірший, це був вік мудрості, це був вік дурості, це була епоха довіри, це була епоха недовіри, це була пора Світла, це була пора Темряви, це була весна надії, це була зима відчаю, ми мали все до нас, ми не мали нічого до нас, усі ми йшли навпростець до небес, усі ми йшли навпростець іншим шляхом — одно слово, доба була настільки подібна до доби теперішньої, що деякі з найгаласливіших можновладців наполягали, щоб її сприймали — добре, чи погано — лише у найвищому ступені порівняння.— Чарльз Діккенс «Повість двох міст» (гл. 1)